# 中山厚
中山 厚（なかやま あつし、1958年4月13日 - ）は、日本の財務官僚。北海道大学公共政策大学院教授や、財務省東海財務局長、国税庁国税不服審判所次長を歴任。退官後、愛知学院大学経済学部特任教授、中部国際空港監査役、オリックス銀行監査役、日本ギア工業取締役、愛知商工連盟協同組合顧問などに就任。

## 人物・経歴
1981年東京大学法学部卒業。大蔵省入省。証券局総務課配属。1986年関税局企画課係長。1987年7月熊本国税局人吉税務署長。1989年外務省在リオデジャネイロ日本国総領事館領事（経済調査、経済協力担当）。1993年福岡国税局課税第二部長。1995年6月大蔵省大臣官房金融検査部管理課課長補佐。1996年7月東海財務局理財部長。1997年7月名古屋国税局課税第一部長。1998年7月証券取引等監視委員会総括調整官。同年12月東京国税局調査第一部長。2000年内閣府地方分権推進委員会事務局参事官（市町村合併担当）。
2001年横浜税関総務部長。2003年国土交通省国土計画局特別調整課長。2005年預金保険機構財務部審議役。2006年東京税関総務部長。2007年7月農業・食品産業技術総合研究機構理事（民間研究促進担当）。
2009年8月北海道大学公共政策大学院教授（財政、金融、環境）。2011年7月4日北海道財務局長。2012年7月25日預金保険機構検査部長。2013年6月28日東海財務局長。2014年国税不服審判所次長。2015年退官、愛知学院大学経済学部特任教授、財務総合政策研究所上席客員研究員、中部国際空港監査役、日本ギア工業取締役。2016年GFA取締役。2018年愛知商工連盟協同組合顧問。2021年オリックス銀行監査役。カーボンニュートラル推進協議会理事なども歴任。